# Haliotis parva
Haliotis parva (em inglês canaliculate abalone) é uma espécie de molusco gastrópode marinho pertencente à família Haliotidae. Foi classificada por Linnaeus, em 1758. É nativa do sul da África.
É uma das cinco espécies do gênero Haliotis quase totalmente endêmicas da costa da África do Sul: Haliotis alfredensis, H. midae, H. parva, H. queketti e H. spadicea.

## Descrição da concha
Haliotis parva apresenta concha oval e moderadamente funda, com sulcos espirais em sua superfície, atravessados por moderadamente rugosas estrias de crescimento. Possuem a área central de sua espiral elevada, formando uma dobra (daí provindo denominações científicas como canaliculata, dadas em 1807 e 1822, e carinata, ambas agora em desuso). Chegam de 4 até 6 centímetros e são de coloração marmoreada, em creme e marrom, até avermelhada; podendo existir exemplares totalmente albinos ou em laranja forte. Os furos abertos na concha, de 5 a 6, são circulares e, por vezes, elevados. Região interna madreperolada, iridescente, apresentando o relevo da face externa visível.

## Distribuição geográfica
Haliotis parva ocorre em águas rasas da zona entremarés, entre as rochas, no sul da África do Sul e na costa de Angola (África).

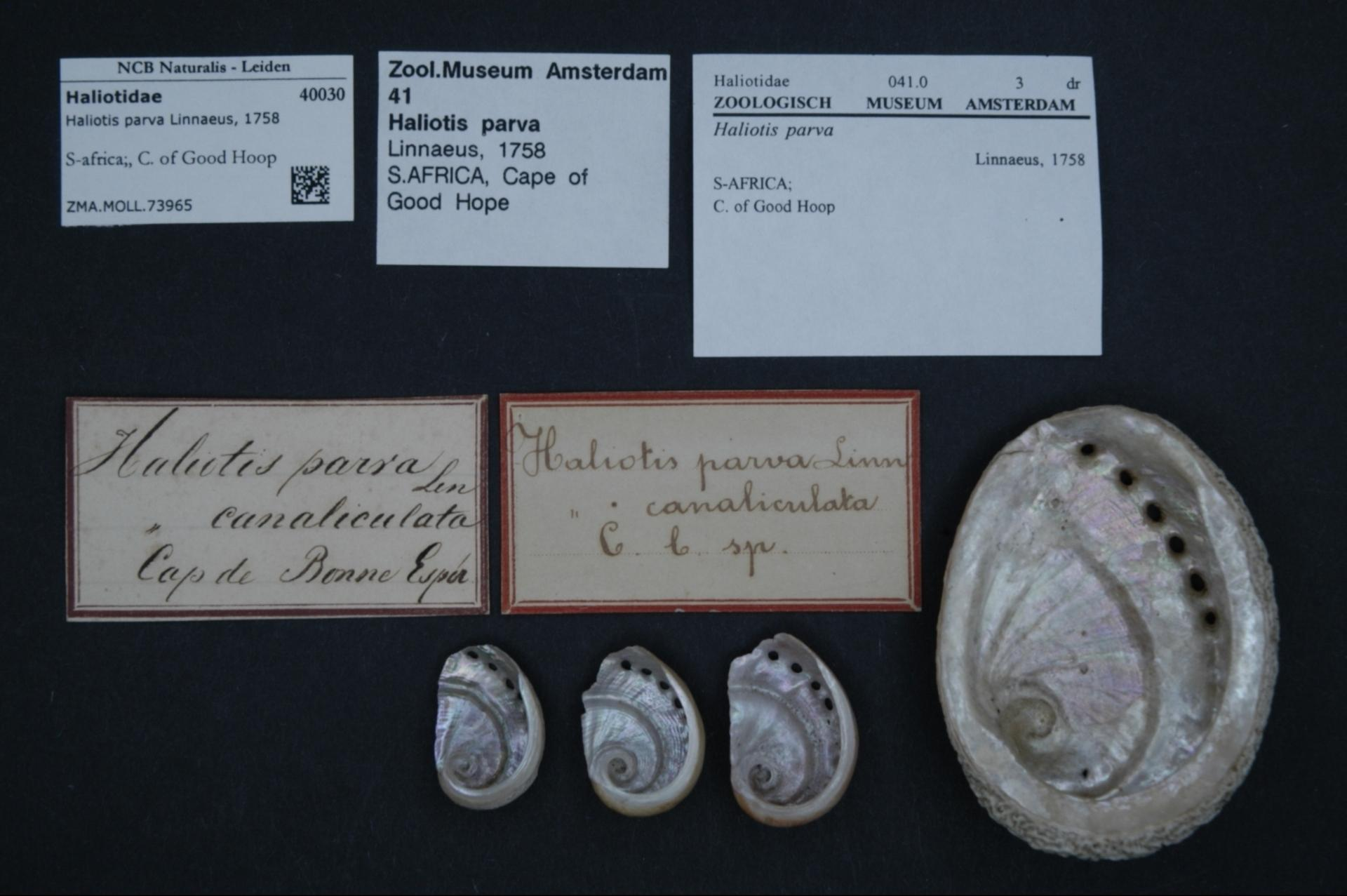
Quatro exemplares de H. parva Linnaeus, 1758, coletados no cabo da Boa Esperança.